# Paecilaema argentinoi
Paecilaema argentinoi is een hooiwagen uit de familie Cosmetidae.